# Riserva naturale delle Grotte di Bossea
La riserva naturale delle Grotte di Bossea è un'area naturale protetta istituita dalla Regione Piemonte nel 2011 ed affidata in gestione all'Ente di gestione delle aree protette delle Alpi Marittime. L'area protetta tutela le omonime Grotte di Bossea,  un insieme di grotte carsiche accessibili ai turisti, considerate tra le più interessanti d'Italia sia per la ricchezza di concrezioni calcaree che per i numerosi resti paleontologici che vi sono stati rinvenuti.

## Territorio
Le Grotte di Bossea fanno parte di un sistema carsico collocato tra Prato Nevoso e il torrente Corsaglia, nel comune di Frabosa Soprana in provincia di Cuneo; sono lunghe circa 2.8 km e presentano un dislivello di 200 m. 
Al loro interno presentano ambienti diversificati, quali torrenti e laghi sotterranei, macigni ciclopici, colonne stalagmitiche, stalattiti e concrezioni calcaree.

## Storia

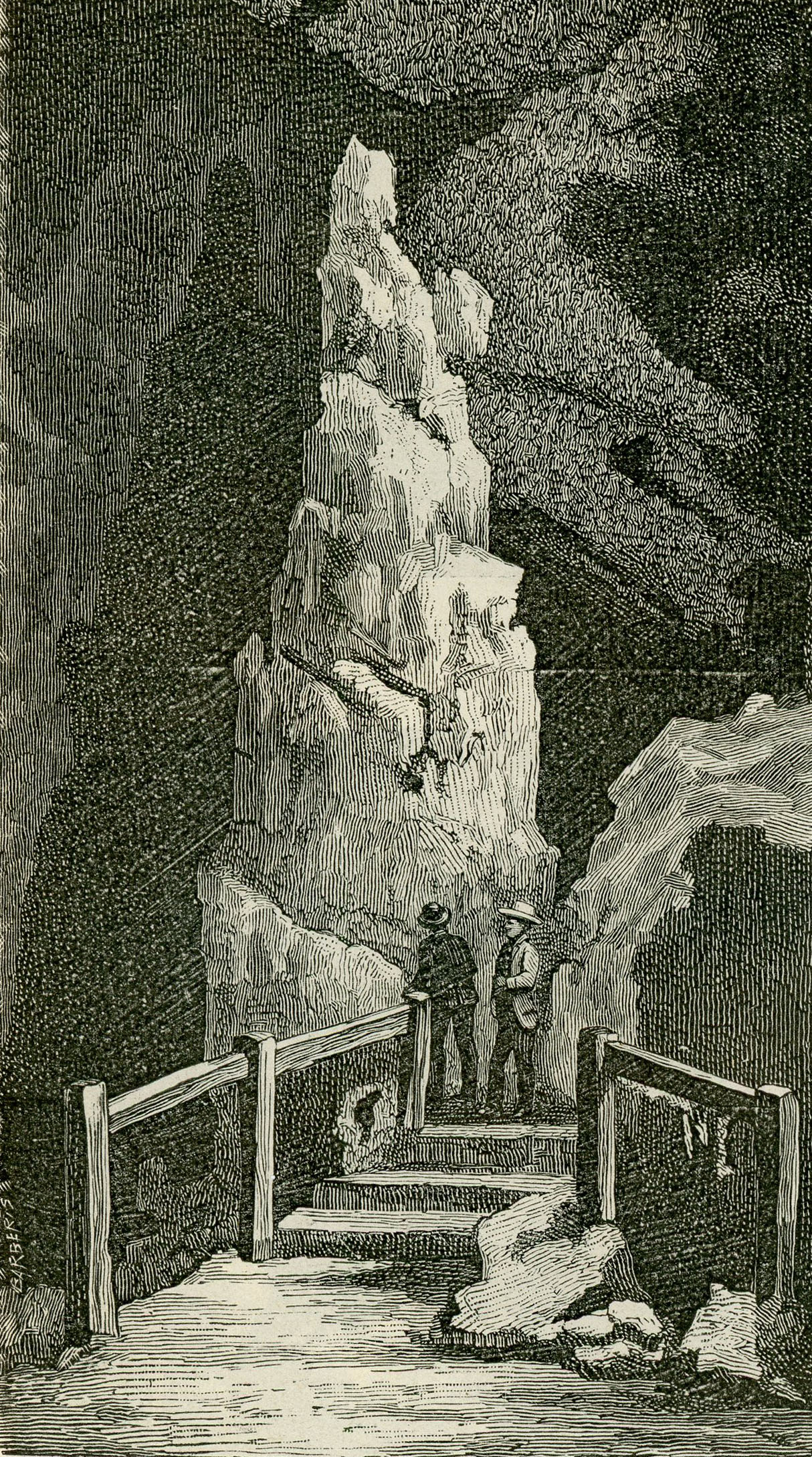
Guglia Giuseppina e Ponte di Ortensia, illustrazione di fine Ottocento

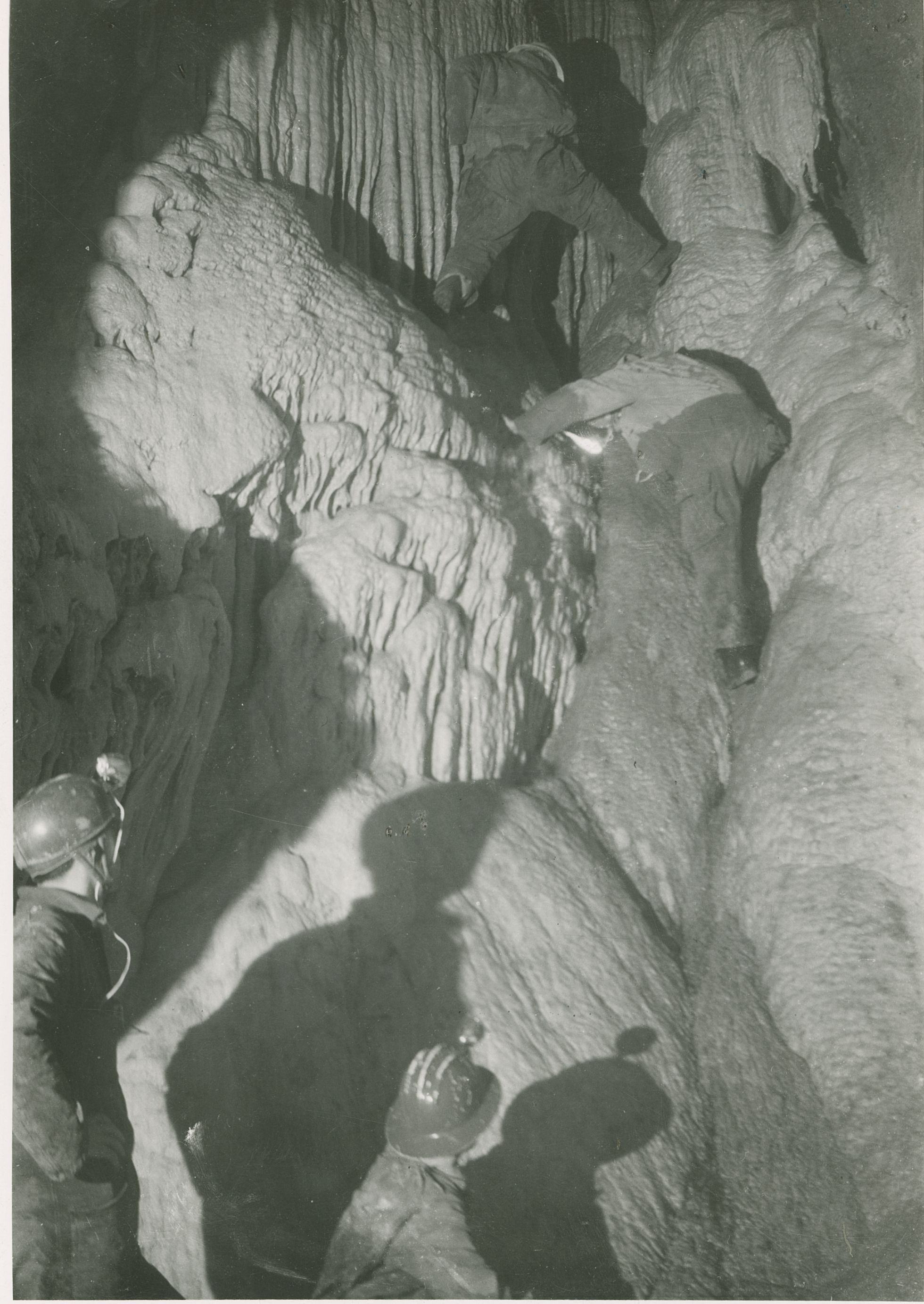
Speleologi nella grotta nel 1962

Le prime esplorazioni della grotta risalgono alla prima metà del XIX secolo; pochi anni più tardi, Domenico Mora raggiunse il lago di Ernestina, nel 1874 una spedizione superò la cascata raggiungendo il canyon del torrente e nel 1949 fu completata l'esplorazione dei rami principali. Alcuni gruppi speleologici continuano tuttora a scoprire nuovi anfratti.
La grotta venne aperta al pubblico nel 1874 e nella seconda metà del XX secolo fu installato un impianto di illuminazione interna.

## Fauna
All'interno della grotta si ritrova la fauna tipica degli ambienti carsici; le specie endemiche del biotopo sono una cinquantina, tra cui Plectogona sanfilippoi (Diplopoda), Eukoenenia strinatii (Palpigradi) e Troglohyphantes pedemontanus (Linyphiidae).

### Fossili
Gli orsi delle caverne frequentarono il luogo tra gli 80.000 e i 12.000 anni fa, per trascorrere il periodo di letargo invernale e partorire. Su alcune pareti si possono notare i segni di profonde unghiate.

## Ricerca scientifica
Nella grotta è situato un laboratorio gestito dal Dipartimento Geo-risorse e Territorio del Politecnico di Torino in collaborazione con la locale sezione del CAI e dall'ARPA della Valle d'Aosta.